# Woda woda woda
Woda woda woda – siódmy album zespołu Sexbomba wydany w 2000 przez wytwórnię MTJ. Płyta stanowi kompilację nagrań z lat 1990–2000.

## Lista utworów
1. „Woda, woda, woda” – 3:42
2. „Sposób na świnie” – 3:23
3. „Gdzie są chłopcy z tamtych lat” – 1:51
4. „Alkohol” – 3:07
5. „Kiedy chcę otworzyć drzwi” – 3:42
6. „Bejsbolowy kij” – 1:51
7. „Nikt z nikąd” – 2:07
8. „Czas na wolność (Zegary)” – 2:53
9. „Nie będę twoim psem” – 1:52
10. „Snuję się po mieście” – 2:05
11. „Prawdziwe oblicze szatana” – 2:39
12. „Wiara to broń” – 3:02
13. „Alarm (ulice krzykną)” – 2:57
14. „Taki jak ja” – 4:24

- Utwory 1–2, 11–12 Sulejówek Studio (styczeń 2000)
- Utwór 3 Primrose Lane Studio (styczeń 1990)
- Utwory 4–5, 13–14 Modern Sound Studio (styczeń 1992)
- Utwory 6–7, 9–10 Sulejówek Studio (kwiecień 1998)
- Utwór 8 Sulejówek Studio (lipiec 1995)

## Twórcy
- Robert Szymański – wokal (1–14)
- Artur Foremski – gitara, wokal (1–2, 6–10)
- Piotr Welcel – gitara basowa, wokal (1–14)
- Dariusz Piskorz – perkusja, wokal (1–2, 6–7, 9–10)
- Dominik Dobrowolski – perkusja, wokal (3–5, 8, 13–14)
- Bogdan Kozieł – gitara, wokal (3–5, 13–14)

Realizacja:
- Włodzimierz Kowalczyk – realizator dźwięku (1–2, 6–12)
- Adam Toczko – realizator dźwięku (3–5, 13–14)